# Broken Arrow (Oklahoma)
Broken Arrow  è una città degli Stati Uniti d'America, situata nella Contea di Tulsa, nello Stato dell'Oklahoma. Al 2018 possedeva una popolazione di 109 171 abitanti.
Broken Arrow è stata fondata nel 1902 e divenne municipalità l'anno successivo.
La maggioranza delle aree che oggi costituiscono la città furono vendute nel 1902 dalla Missouri–Kansas–Texas Railroad e fu il segretario della compagnia, William S. Fears, a scegliere il nome Broken Arrow. La città fu così nominata a causa di una comunità di nativi, i Creek, arrivati in Oklahoma dall'Alabama attraversando il Sentiero delle lacrime.
Inizialmente la comunità di Broken Arrow si concentrava sull'agricoltura, mentre nel XXI secolo la sua economia si basa sull'industria manifatturiera.

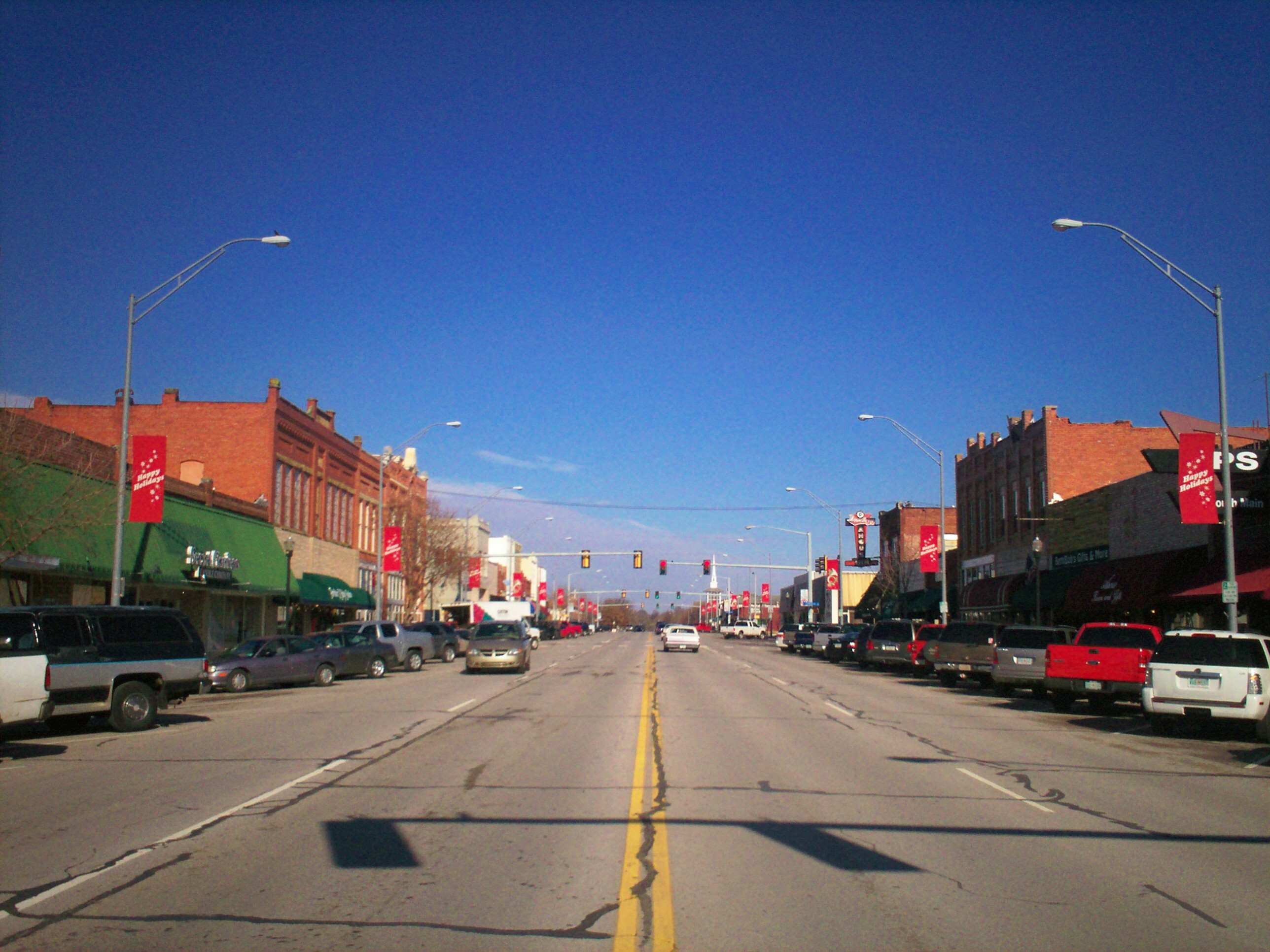
Vista verso nord su Main Street, all'altezza dell'incrocio con Dallas Street, nel centro di Broken Arrow.

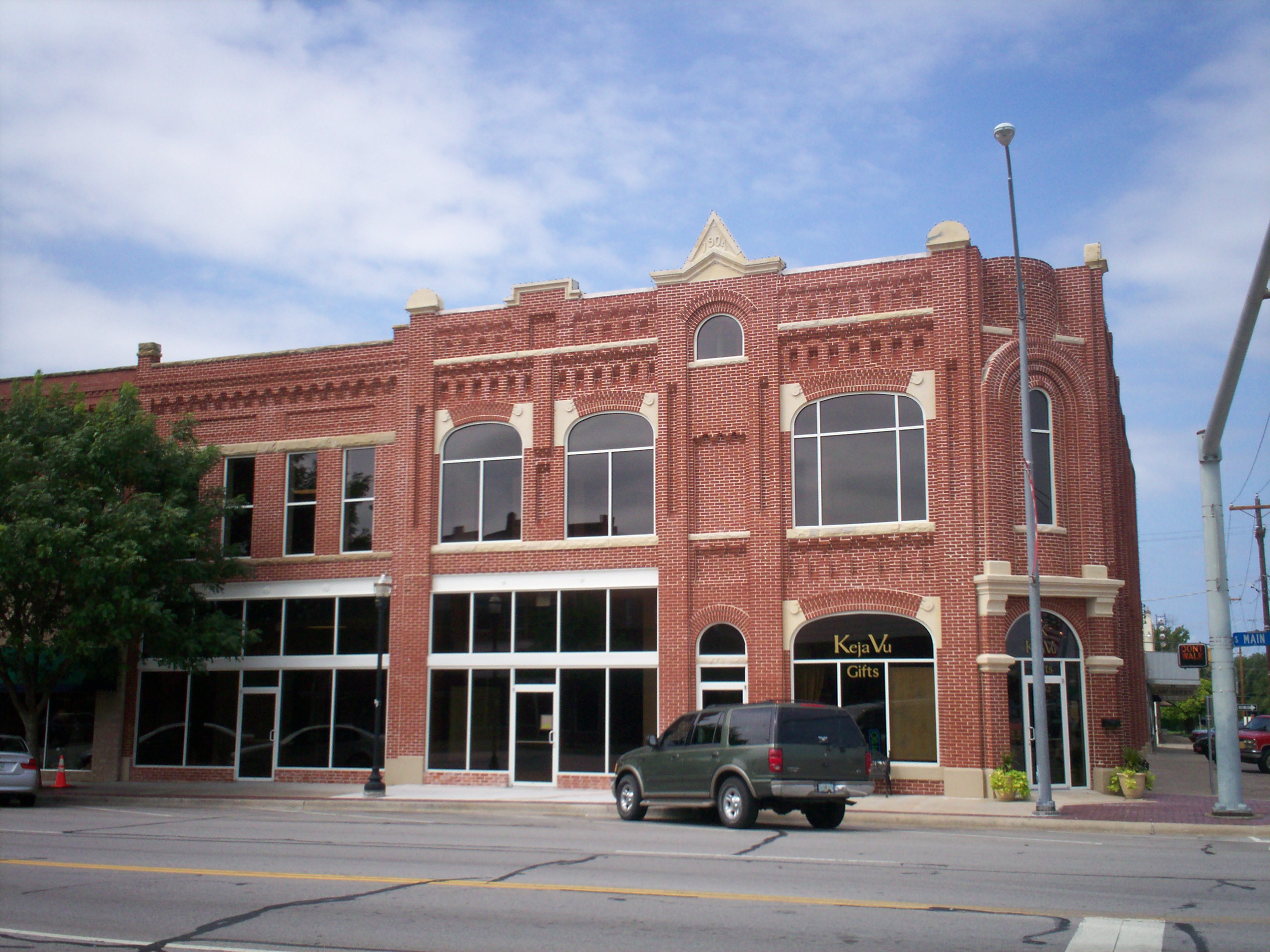
Old Ross Drug building, un edificio storico in Main Street dopo un completo restauro.